# 谭竹洲
谭竹洲（1936年1月29日—2013年4月16日），中华人民共和国政治人物，曾任化学工业部副部长，第九和第十届全国政协委员。

## 生平
2004年，谭竹洲曾作为第一提案人向全国政协提交《请国家有关部门为侵华日军细菌化学武器受害者对日诉讼成立社团的建议》的议案。
2013年4月16日，谭竹洲因病于北京逝世。。